# Oliver Trapp
Oliver Trapp (* 9. Juni 1973 in Göppingen) ist ein deutscher Chemiker. Er forscht und lehrt seit 2016 als Professor für Organische Chemie an der Ludwig-Maximilians-Universität München.

## Leben
Oliver Trapp wuchs in Bad Boll (Baden-Württemberg) auf und besuchte das Mörike-Gymnasium in Göppingen. Während seiner Schulzeit nahm er am Wettbewerb Jugend forscht teil und wurde für seine Arbeiten zur Wirkung eines Komplexbildners auf Hefe 1992 mit dem Bundessieg im Fach Chemie und dem Preis der Deutschen Forschungsgemeinschaft für eine interdisziplinäre Arbeit ausgezeichnet. 1992 belegte er beim 4th European Community Contest for Young Scientists den ersten Platz.
Von 1993 bis 1998 studierte er Chemie an der Eberhard Karls Universität Tübingen. Seine Diplomarbeit zur „Synthese substituierter 1,3-Diphenylallene, Bestimmung von Interkonversionsbarrieren mittels stopped-flow Multidimensionaler Gaschromatographie und Simulation von Elutionsprofilen“ fertigte er bei Volker Schurig am Institut für Organische Chemie an. In seiner Doktorarbeit „Bestimmung der Interkonversionsbarrieren von Enantiomeren, Epimeren und Diastereomeren mittels chromatographischer Methoden und Simulation von Elutionsprofilen in der dynamischen Chromatographie – Theorie und Anwendung“, die er als Kollegiat des Graduiertenkollegs „Chemie in Interphasen“ und gefördert durch ein Doktorandenstipendium des Fonds der Chemischen Industrie ebenfalls im Arbeitskreis von V. Schurig anfertigte, entwickelte er neue Techniken und Algorithmen zur schnellen und präzisen Bestimmung von Enantiomerisierungsbarrieren mittels enantioselektiver dynamischer Chromatographie.
Als Postdoktorand forschte Oliver Trapp in der Gruppe von Richard N. Zare an der Universität Stanford, gefördert mit einem Emmy-Noether-Stipendium der Deutschen Forschungsgemeinschaft. Dort arbeitete er an der Entwicklung der Hadamard-Transform Time-of-Flight-Massenspektrometrie.
Als Emmy-Noether-Nachwuchsgruppenleiter baute Oliver Trapp seinen eigenen Arbeitskreis am Max-Planck-Institut für Kohlenforschung in Mülheim an der Ruhr auf. Dort entwickelte er neue Methoden zum Hochdurchsatzscreening neuer Katalysatoren. 2009 habilitierte er an der Ruhr-Universität Bochum und erhielt die Venia Legendi für das Fach Chemie.
2008 nahm er einen Ruf auf eine W3-Professur an der Ruprecht-Karls-Universität Heidelberg an, wo er bis 2016 als Professor für Organische Chemie lehrte und forschte. In den Jahren 2015 und 2016 war er außerdem als wissenschaftlicher Koordinator des von der BASF und der Universität Heidelberg getragenen Catalysis Research Laboratory (CaRLa) tätig.
Seit 2015 ist Oliver Trapp Max Planck Research Fellow am MPI für Astronomie und wissenschaftlicher Koordinator der Heidelberg Initiative for the Origins of Life (HIFOL).
2016 folgte er einem Ruf auf die Nachfolge von Herbert Mayr am Department Chemie der Ludwig-Maximilians-Universität München und ist seit September 2016 W3-Professor für Organische Chemie an der Fakultät für Chemie und Pharmazie.
Oliver Trapp ist seit September 2001 mit Gabriele Susanne Trapp (geb. Schoetz) verheiratet. Das Paar hat zwei Kinder.

## Forschungsgebiete
Im Verlauf seiner Diplom- und Doktorarbeit beschäftigte sich Oliver Trapp mit dynamischer Chromatographie und bestimmte mithilfe des von ihm entwickelten Computerprogramms ChromWin Interkonversionsbarrieren, unter anderem für die Epimerisierung von Chalcogran, die Enantiomerisierung von Oxazepam, Thalidomid und Chlorthalidon, die cis-trans-Isomerisierung eines Dipeptids sowie die Inversionsbarriere für stereogene Stickstoff-Atome, z. B. in der Trögerschen Base oder 1,3,4-Oxadiazolidinen. 2006 veröffentlichte er seine zentrale Arbeit zur „Unified Equation for Access to Rate Constants of First-Order-Reactions in Dynamic and On-Column Reaction Chromatography“, mit der die Bestimmung von Geschwindigkeitskonstanten und Aktivierungsbarrieren dynamischer Prozesse anhand der Elutionsprofile möglich ist, und zu der er auch ein Software-Paket entwickelte.
In seiner unabhängigen Forschungsarbeit beschäftigte sich Oliver Trapp mit Methoden zum Hochdurchsatz-Screening in der Chromatographie durch Integration von Katalyse und Trennung bei der on-column Reaktionschromatographie durch Multiplexing mithilfe der Hadamard-Transformation, durch die der Auslastzyklus erhöht und das Signal-Rausch-Verhältnis verbessert werden kann. Dabei werden mehrere Proben über einen Mehrkanal-Multiplexinginjektor entsprechend einer n-Bit-Pseudozufallssequenz ins chromatographische Trennsystem injiziert (bis zu 3000 Injektionen pro Stunde). Das gesamte Chromatogramm, das nach Trennung der einzelnen Analyte auf der Säule aufgezeichnet wird, stellt eine Faltung der überlappenden zeitversetzten Einzelchromatogramme dar, die durch Anwendung eines von Oliver Trapp entwickelten Algorithmus erhalten werden können. Seine Arbeiten aus dieser Zeit bewegen sich an der Schnittstelle zwischen analytischer Chemie und Informationstechnologie und beinhalteten zudem die Untersuchung des Verhaltens zahlreicher stereodynamischer molekularer Systeme und Reaktionen mithilfe von gas- und flüssigchromatographischen Methoden.
Die von ihm entwickelten chromatographischen Methoden wandte Oliver Trapp erfolgreich auf die Untersuchung katalytischer Reaktionen an. Als übergeordnetes Thema seiner Forschungsprojekte kann man die Stereochemie von Molekülen ansehen. So konnte er in einer viel beachteten Arbeit in Kooperation mit wissenschaftlichen Partnern die Absolutkonfiguration kleiner Moleküle in der Gasphase mithilfe von Coulomb-Explosionen direkt nachweisen. Er entwickelte mit seiner Gruppe außerdem neue stereochemisch flexible Liganden, die durch nicht-kovalente Wechselwirkungen mit chiralen Molekülen in Lösung oder temperaturgesteuert ihre stereochemischen Eigenschaften ändern. Indem das Produkt einer katalytischen Reaktion selbst die stereochemischen Eigenschaften des Katalysators steuert, kann die enantioselektive Selbstamplifikation eines Produkt-Stereoisomers erreicht werden. Die Bedeutung dieses Aspekts sowie weitere wichtige Reaktionen für die Entstehung des Lebens auf der Erde untersucht Oliver Trapp mit seiner Gruppe an der LMU München in Zusammenarbeit mit Partnern aus den interdisziplinären Forschungskooperationen OLIM (Origins of Life Initiative Munich) und HIFOL (Heidelberg Initiative for the Origins of Life).

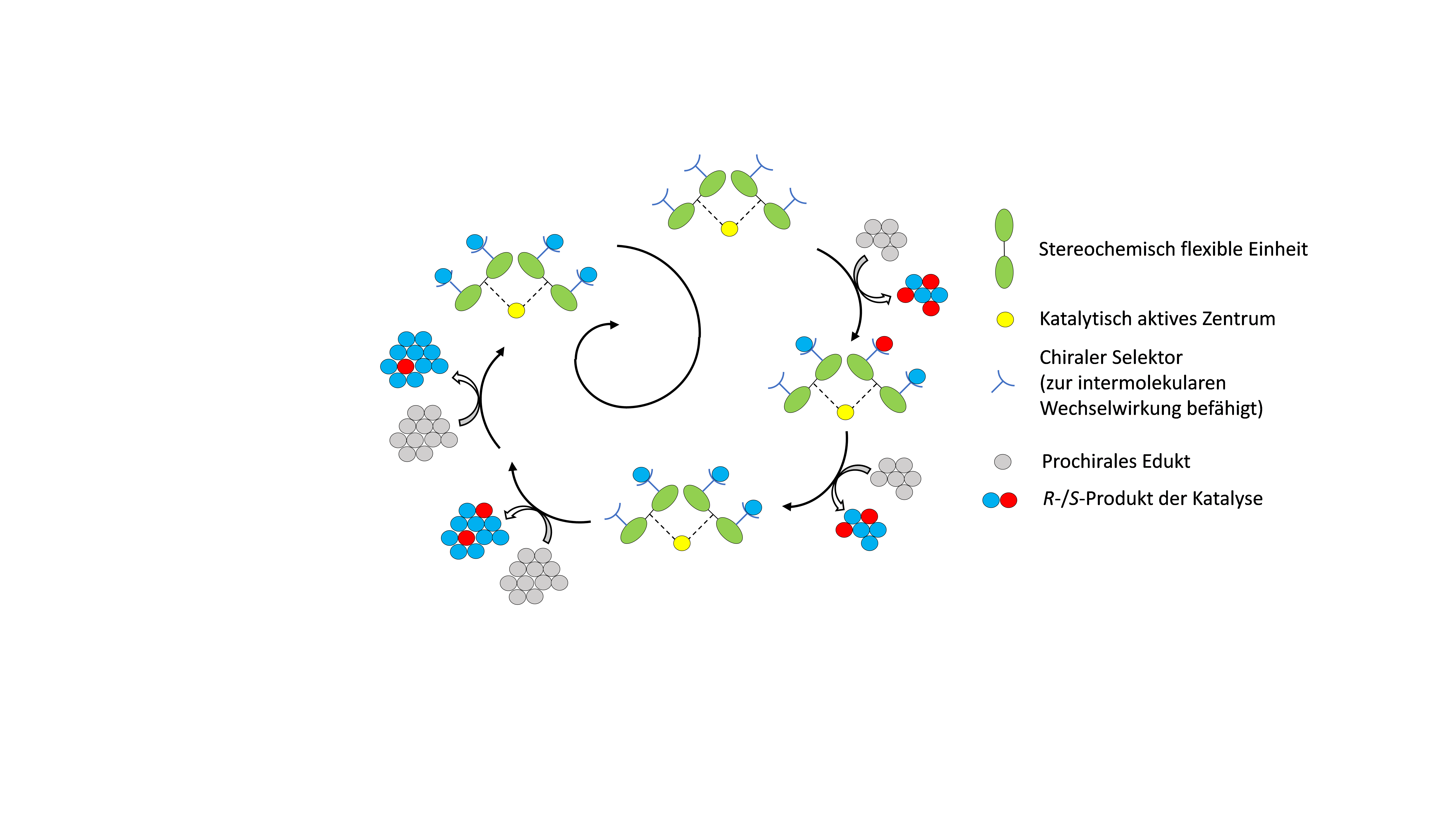
Schema einer selbstamplifizierenden enantioselektiven Katalyse.

## Auszeichnungen und Preise
| 1992      | Bundessieger Jugend forscht                                                                                           |
| 1992      | Preis der Deutschen Forschungsgemeinschaft (DFG) für ein interdisziplinäres Forschungsprojekt                         |
| 1992      | Erster Preis beim 4. Europäischen Wettbewerb für junge Wissenschaftler                                                |
| 1993      | Austauschstipendium der Europäischen Union zur Teilnahme am 44. International Science and Engineering Fair            |
| 1999–2001 | Doktorandenstipendium des Fonds der Chemischen Industrie (FCI)                                                        |
| 2001      | Attempto-Preis der Fakultät für Chemie, Pharmazie und Biochemie der Universität Tübingen                              |
| 2001      | Procter & Gamble Innovationspreis für die beste Dissertation an der Fakultät für Chemie der Universität Tübingen 2001 |
| 2002      | Emmy-Noether-Stipendium der Deutschen Forschungsgemeinschaft (DFG)                                                    |
| 2003      | Preis der Gesellschaft Deutscher Chemiker (GDCh) in Analytischer Chemie                                               |
| 2005      | Emmy-Noether-Nachwuchsgruppenleiter                                                                                   |
| 2007      | Thieme Journal Award                                                                                                  |
| 2007      | Merck Research Grant Award                                                                                            |
| 2008      | Mitglied im Jungen Kolleg der Nordrhein-Westfälischen Akademie der Naturwissenschaften und Künste                     |
| 2008      | ADUC-Preis der Gesellschaft Deutscher Chemiker für die beste Habilitation 2008                                        |
| 2008      | Heinz-Maier-Leibnitz-Preis der Deutschen Forschungsgemeinschaft                                                       |
| 2008      | Innovationspreis 2008 des Landes Nordrhein-Westfalen                                                                  |
| 2009      | Forschungspreis der Universität Heidelberg                                                                            |
| 2010      | HTC-11 Award |
| 2010      | ERC Starting Independent Researcher Grant                                                                             |
| 2011      | Capital Junge Elite “4 times 40 under 40 year-olds”                                                                   |
| 2012      | ERC Proof of Concept Grant                                                                                            |
| 2015      | Ernennung zum Max Planck Research Fellow                                                                              |
| 2023      | Horst-Pracejus-Preis                                                                                                  |